# 3월 0일
3월 0일은 3월 1일의 전날, 즉 2월 말일 (평년은 2월 28일, 윤년은 2월 29일)이다. 3월 0일이라는 표현이 처음 사용된 것은 마이크로소프트 엑셀과 같은 스프레드시트에서이다. 태양력 · 율리우스력에서는 2월에 윤일을 두고 해마다 그 날짜가 바뀌기 때문에 그 영향을 받지 않고 2월말의 날짜를 표현하는데 3월 0일이라는 표현을 사용한다. 3월 0일은 천문학에서 2월 말일을 표현하는 데 이용될 수 있다.